# Chumphon
Chumphon lub Czumfon (tajs. ชุมพร) – miasto w południowej Tajlandii. Siedziba administracyjna prowincji Chumphon i dystryktu Mueang Chumphon, 463 km od Bangkoku.
Podstawowym źródłem utrzymania mieszkańców jest rolnictwo, mniej turystyka. W 1989 roku w Czumfonie wiele szkód wyrządził tajfun.

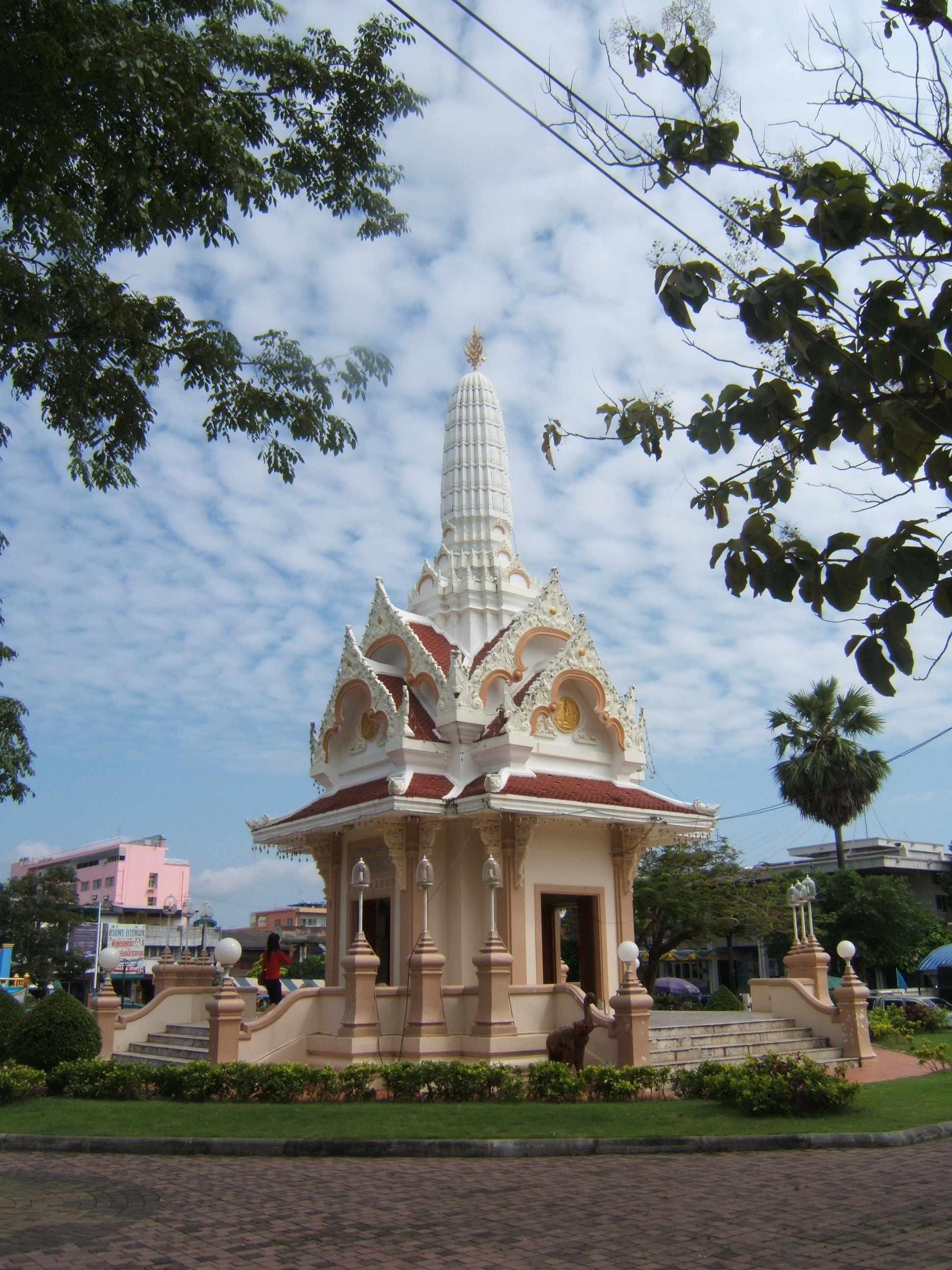
Świątynia